# 9½ Weeks
9½ Weeks (tên gốc Nine ½ Weeks), dịch: Chín tuần rưỡi, là một phim truyền hình lãng mạn gợi tình của Mỹ năm 1986. Phim do Adrian Lyne đạo diễn với kịch bản của Sarah Kernochan, Zalman King, và Patricia Louisanna Knop. Bộ phim dựa trên cuốn hồi ký năm 1978 cùng tên của tác giả người Mỹ gốc Áo Ingeborg Day. Phim có ngôi sao Kim Basinger đóng vai Elizabeth McGraw và Mickey Rourke đóng vai John Gray. McGraw là một nhân viên tại một phòng triển lãm tranh ở thành phố New York. Anh có một cuộc tình ngắn ngủi nhưng dữ dội với một nhà môi giới chứng khoán Wall Street bí ẩn. Bộ phim được hoàn thành vào năm 1984, nhưng không được phát hành cho đến tháng 2 năm 1986.
Bộ phim là một quả bom xịt tại phòng vé tại Mỹ, doanh thu chỉ 6,7 triệu USD tại các phòng vé với vốn sản xuất là 17 triệu USD. Nó cũng nhận được các đánh giá trái ngược nhau tại thời điểm phát hành. Tuy nhiên bộ phim đã rất thành công trên bình diện quốc tế, đặc biệt là ở Úc, Canada và Vương quốc Anh, với doanh thu 100 triệu USD trên toàn thế giới. Bộ phim cũng đã có được một lượng lớn fan hâm mộ trên bản video và DVD, thậm chí phát triển một cộng đồng hâm mộ cuồng tín.
Bộ phim đã có phim sequel tiếp theo với bản phim ra thẳng video, Another 9½ Weeks (1997) và một bản prequel ra thẳng bản video The First 9½ Weeks (1998).

## Phân vai
- Kim Basinger vai Elizabeth McGraw
- Mickey Rourke vai John Gray
- Margaret Whitton vai Molly
- David Margulies vai Harvey
- Christine Baranski vai Thea
- Karen Young vai Sue
- William DeAcutis vai Ted
- Dwight Weist vai Farnsworth
- Roderick Cook vai Sinclair
- Victor Truro vai Gallery Client